# Niue zászlaja
Niue zászlajában a nagy csillag Niuét, a kisebbek pedig az Új-Zélanddal való kapcsolatot jelzik. Az Union Jack a brit protektorátusra utal, amelyet 1899-ben hoztak létre Niue királyainak és törzsfőinek kérésére. 
Az aranysárga szín „Niue fényes napsütését jelképezi, illetve Niue népének barátságát Új-Zéland népe iránt”.